# Carboni 12
El carboni 12, o C-12, és el més abundant dels dos isòtops estables de l'element carboni, que representen un 98,89% del carboni; conté 6 protons, 6 neutrons i 6 electrons.
El carboni 12 és de particular importància, ja que s'utilitza com l'estàndard del qual les masses atòmiques de tots els núclids es mesuren: el seu nombre de massa és, per definició, 12.

## Història
Abans de 1959 tant la IUPAP i la IUPAC tendien a utilitzar l'oxigen per definir el mol, els químics definint al mol com el nombre d'àtoms d'oxigen que tenia una massa de 16 g, els físics utilitzant una definició similar però només amb els isòtops d'oxigen 16. Les dues organitzacions van convenir a 1959/60 per definir el mol de la següent manera:
El mol és la quantitat de substància d'un sistema que conté tantes entitats elementals com àtoms hi ha en 0,012 quilograms de carboni 12; el seu símbol és el «mol».
Això va ser aprovat pel CIPM (Comitè Internacional de Pesos i Mesures) el 1967, i el 1971 va ser aprovada per la 14a CGPM (Conferència General de Pesos i Mesures).
El 1961, l'isòtop carboni 12 va ser seleccionat per substituir l'oxigen com l'estàndard relatiu al qual es mesuren els pesos atòmics de tots els altres elements.
El 1980, la CIPM va aclarir la definició anterior, definint que els àtoms de carboni 12 no estan consolidades i en el seu estat fonamental..

## Estat Hoyle
L'«estat Hoyle» és un estat excitat del carboni 12 amb precisament les propietats necessàries per permetre només crear la quantitat correcta de carboni en un entorn estel·lar. L'existència de l'Estat Hoyle és essencial per a la nucleosíntesi del carboni en la crema d'heli a les gegants vermelles. L'estat de ressonància va ser predit per Fred Hoyle a la dècada del 1950 sobre la base de l'abundància observada d'elements pesants en l'univers. L'estat de ressonància permet que es produeix carboni mitjançant el procés triple-alfa. L'existència de l'estat Hoyle ha estat confirmat, però les seves propietats concretes encara estan sent investigades.

## Purificació isotòpica
Els isòtops de carboni poden ser separats en forma de gas de diòxid de carboni per reaccions d'intercanvi químic en cascada amb carbamat d'amina.